# Гланцови змии
Гланцовите змии (Arizona) са род влечуги от семейство Смокообразни (Colubridae).
Таксонът е описан за пръв път от американския зоолог Робърт Кеникът през 1859 година.

## Видове
- Arizona elegans – Гланцова змия
- Arizona mantis